# Halle des Fêtes
Die Halle des Fêtes ist eine Mehrzweckhalle in Lausanne, Schweiz.

## Masse und Nutzung
Der Gebäudekomplex besteht aus zwei Messehallen mit einer Fläche von insgesamt 30'000 Quadratmetern. Die Halle fasst mehr als 2'500 Personen. Sie wird für Kunstausstellungen, Messeveranstaltungen, Sportwettkämpfe, Banketts, Tagungen und Konzertveranstaltungen genutzt. In der Halle des Fêtes traten unter anderem international bekannte Künstler wie Eric Clapton, Iron Maiden, Lenny Kravitz und AC/DC auf.